# カンボジア関係記事の一覧
カンボジア関係記事の一覧（カンボジアかんけいきじのいちらん）では、カンボジアに関する記事を載せる。

## あ行
- アオラル山
- アンコール遺跡
- アンコール・ワット
- アンコール・トム
- イエン・サリ
- 王国 (国歌)

## か行
- カンボジア
- カンボジア王国
- カンボジア王国軍
- カンボジア王国友好勲章
- カンボジア君主一覧
- カンボジア・シナワトラ
- カンボジア人民党
- カンボジア赤十字社
- カンボジア大学
- カンボジア内戦
- カンボジアにおける地雷（英語版）
- カンボジアの栄典
- カンボジアの国旗
- カンボジアの国章
- カンボジアの首相
- カンボジアの政党一覧
- カンボジアの世界遺産
- カンボジアの地方行政
- カンボジアの地方行政区画
- カンボジア特別法廷
- カンボジアの歴史
- カンボジア陸軍
- カンボジア料理
- クメール共和国
- クメール語
- クメール人
- クメール・ルージュ
- クリス・ディム
- 元老院 (カンボジア)
- 国際連合カンボジア暫定統治機構
- 国民議会 (カンボジア)

## さ行
- サッカーカンボジア代表
- サム・ランシー党
- 自衛隊カンボジア派遣
- ソット・ポーリン
- ソムロームチュー
- ソン・セン

## た行
- タ・モク
- ダンレク山地
- チュット・ソヴァン・パンニャー
- テロリズム
- 東南アジア
- トンレサップ

## な行
- ヌー・ハーイ
- ノロドム・シハヌーク

## は行
- パテ (カンボジア)（英語版）
- パル・ヴァンナリーレアク
- ピミアナカス
- ピン・ペアト
- ヒンドゥー教
- プノンペン
- プラダル・セレイ
- プレアヴィヒア寺院
- フンシンペック
- フン・セン
- ヘン・サムリン
- ベンメリア
- ボッカタオ
- ポル・ポト

## ま行
- マイ・ソン・ソティアリー
- 水祭り
- メコン川

## ら行
- リエル
- ロ・セレイソティア
- ロイヤル・モニサラポン勲章
- ロン・ノル

## 英数字
- PKO
- 1993年カンボジア国民議会選挙
- 1998年カンボジア国民議会選挙
- 2003年カンボジア国民議会選挙
- 2008年カンボジア国民議会選挙
- 2013年カンボジア国民議会選挙